# Орден Південного Хреста
Національний орден Південного Хреста — найвища державна нагорода Бразилії.

## Історія
Первинно орден було започатковано 1 грудня 1822 року імператором Педро I у день його коронації. Після проголошення республіки, відповідно до декрету від 24 лютого 1891 року, орден, будучи нагородою імперії, припинив існування.
Відродження ордену відбулось 5 грудня 1932 року на підставі рішення президента Бразилії Жетуліу Варгаса. Орден було відновлено як державну нагороду за цивільні заслуги.

## Статут

### Ступені
Орден має п'ять ступенів й особливий ступінь — ланцюг ордена.
- Великий ланцюг ордена — зарезервований за главами держав.
- Великий хрест — знак ордену на плечовій стрічці, зірка
- Гранд офіцер — знак ордену на шийній стрічці, зірка
- Командор — знак ордену на шийній стрічці
- Офіцер — знак ордену на нагрудній колодці з розеткою
- Кавалер — знак ордену на нагрудній колодці

### Опис
Знак ордену за своїм зовнішнім виглядом нагадує знак французького ордену Почесного легіону.
Знак ордену має п'ять зубців типу «хвосту ластівки», вкритих білою емаллю, із золотими кульками на кінцях, накладених на дві гілки: кавового дерева й тютюну. У центрі медальйон блакитної емалі із зображенням сузір'я Південний Хрест. Медальйон оточений каймою з написом: «BENEMERENTIUM PRǼMIUM».
Знак ордену за допомогою перехідної ланки у вигляді вінка з гілок кавового дерева й тютюну підвішений до ланцюга, що складається з ланок у вигляді п'ятипроменевих зірок білої емалі й гілок кавового дерева й тютюну, вкритих емаллю зеленого кольору.
Зірка ордена є збільшеним знаком ордена, між зубцями якого золоті пучки променів. Гілки відсутні.

## Галерея

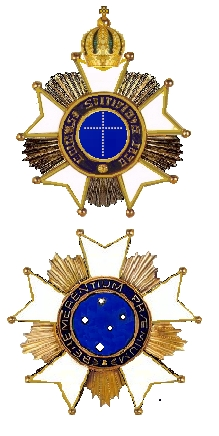
Зірки ордена періоду імперії (зверху) й республіки (знизу)
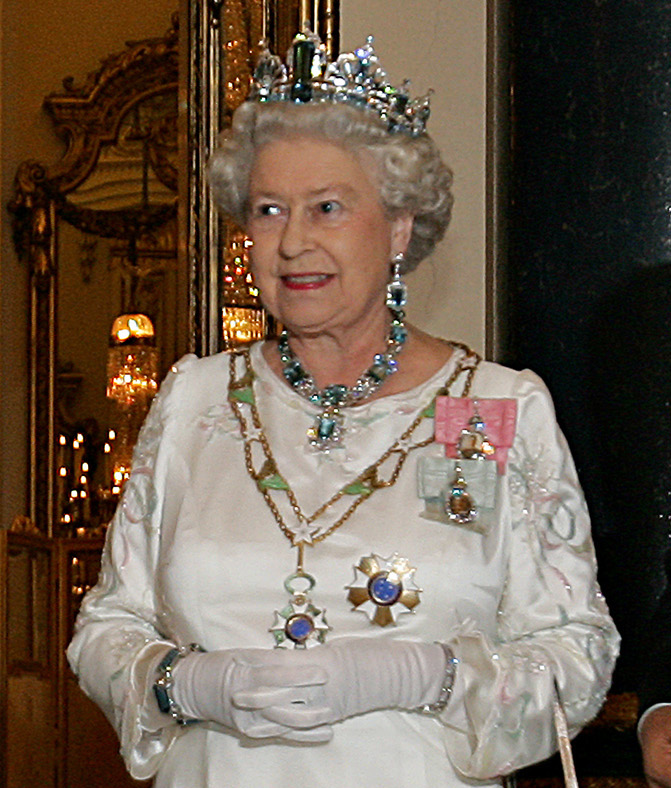
Королева Великої Британії Єлизавета II з інсигніями ордену Південного Хреста (7 березня 2006 року)